# بنکه بیتسو
بنکه بیتسو (به انگلیسی: Bence Biczó) (زادهٔ ۱۹ ژانویهٔ ۱۹۹۳) شناگر اهل مجارستان است.